# Johann Schobert

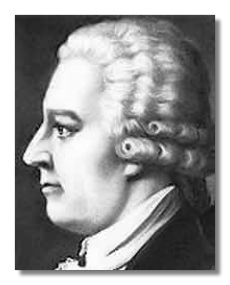
Johann Schobert

Johann Schobert (* um 1720 oder um 1735 in Schlesien; † 28. August 1767 in Paris) war ein deutscher Komponist, Pianist und Cembalist.

## Leben
Über das Leben von Schobert ist wenig bekannt. Über sein Geburtsjahr liegen verschiedene Versionen; es wird auf 1720 oder 1735 geschätzt. Als gesicherte Erkenntnis kann gelten, dass er in Schlesien geboren wurde. Kindheit und Jugend im Elsass sind nicht dokumentiert. Es gibt Belege, dass er 1765 nach Paris kam, wo er eine Stellung als Cembalist und Pianist am Hofe Ludwigs XV. antrat. Hier machte er sich auch als Komponist einen Namen. Er war mit einer Französin verheiratet und starb, zusammen mit seiner Frau, einem seiner Kinder, seiner Dienstmagd und vier Bekannten, darunter einem Arzt, an einer Pilzvergiftung. Schobert hatte die Pilze selber bei einem Ausflug gesammelt und wollte sie in einem Wirtshaus zubereiten lassen. Der Wirt hielt die Pilze jedoch für schlecht und weigerte sich. So erging es auch in einem zweiten Wirtshaus. Ein Zeitgenosse berichtete, was weiter geschah: "Ein grausamer Eigensinn, hervorgerufen von den ständigen Versicherungen des Arztes, der die Gesellschaft begleitete, dass die Pilze gut seien, ließ sie abermals das Wirtshaus verlassen, um sie ihrem Verderben zuzuführen. Sie begaben sich alle nach Paris, in Schoberts Wohnung, wo dieser ihnen ein Abendessen mit den Pilzen vorsetzte. Und alle, sieben an der Zahl, einschließlich der Bediensteten von Schobert, die das Essen zubereitet hatte, und des Arztes, der angeblich so gut Bescheid wusste, starben an Pilzvergiftung."
Johann Schobert war ein herausragender Pianist seiner Zeit. Lange Zeit wurde angenommen, dass seine Klaviermusik einen großen Einfluss auf die frühen in Paris entstandenen Kompositionen W. A. Mozarts gehabt habe. Ulrich Kaiser konnte jedoch nachweisen, dass die frühen Kompositionen Mozarts

„weit mehr Bezüge zu Modellen der Salzburger Klaviermusik im Allgemeinen und der Spielstücke des Notenbuchs im Besonderen aufweisen als zu Werken jener Pariser Komponisten, auf die in der Mozartforschung seit 100 Jahren immer wieder verwiesen wird.“

Das kompositorisches Schaffen von Johann Schobert umfasst Klaviersonaten sowie Klavierkonzerte, Konzerte und Sonaten für Cembalo; weiterhin waren seine Kompositionen für Fagott seinerzeit sehr populär. Einen Namen in der Musikwelt machte er sich darüber hinaus durch die Einführung der Ouvertüre in der Sinfonie. Seine Klavierkonzerte zählen zu den Werken der Mannheimer Schule.

## Werke
- op. 1 – 2 Sonaten für Cembalo, Violine ad libitum
- op. 2 – 2 Sonaten für Cembalo, mit obligater Violine
- op. 3 – 2 Sonaten für Cembalo, Violine ad libitum
- op. 4 – 2 Sonaten für Cembalo
- op. 5 – 2 Sonaten für Cembalo, Violine ad libitum
- op. 6 – 3 Triosonaten für Cembalo, Violine und Violoncello ad libitum
- op. 7 – 3 Sonates en quatuor, Cembalo, 2 Violinen und Violoncello ad libitum
- op. 8 – 2 Sonaten für Cembalo mit obligater Violine
- op. 9 – 3 Sinfonien für Cembalo, Violine und 2 Hörner ad libitum
- op. 10 – 3 Sinfonien für Cembalo, Violine und 2 Hörner ad libitum
- op. 11 – Concerto I für Cembalo, 2 Violinen, Viola, Violoncello, 2 Hörner ad libitum
- op. 12 – Concerto II für Cembalo, 2 Violinen, Viola, Violoncello, 2 Oboen, 2 Hörner ad libitum
- op. 13 – Concerto III pastorale für Cembalo, 2 Violinen, 2 Hörner ad libitum, Viola, Violoncello
- op. 14 – 6 Sonaten für Cembalo, Violine ad libitum (Nr. 1 mit Violine und Viola ad libitum)
- op. 15 – Concerto IV für Cembalo, Violine und 2 Hörner ad libitum
- op. 16 – 4 Sonaten für Cembalo, Violine und Violoncello obligato
- op. 17 – 4 Sonaten für Cembalo, Violine obligato
- op. 18 – Concerto V für Cembalo und 2 obligate Violinen
- op. 19 – 2 Sonaten für Cembalo oder Pianoforte, mit obligater Violine (postum, nicht gesichert)
- op. 20 – 3 Sonaten für Cembalo mit obligater Violine (wahrscheinlich von T. Giordani)

(Quelle: New Grove Dictionary of Music and Musicians)